# تیمیروو (شهرستان تویمازینسکی، باشقیرستان)
تیمیروو (انگلیسی: Timirovo, Tuymazinsky District, Republic of Bashkortostan) یک شهرک در شهرستان تویمازینسکی استان باشقیرستان کشور روسیه است.